# Cranioleuca muelleri
Cranioleuca muelleri là một loài chim trong họ Furnariidae.